# القلعة الهوسبيتلرية

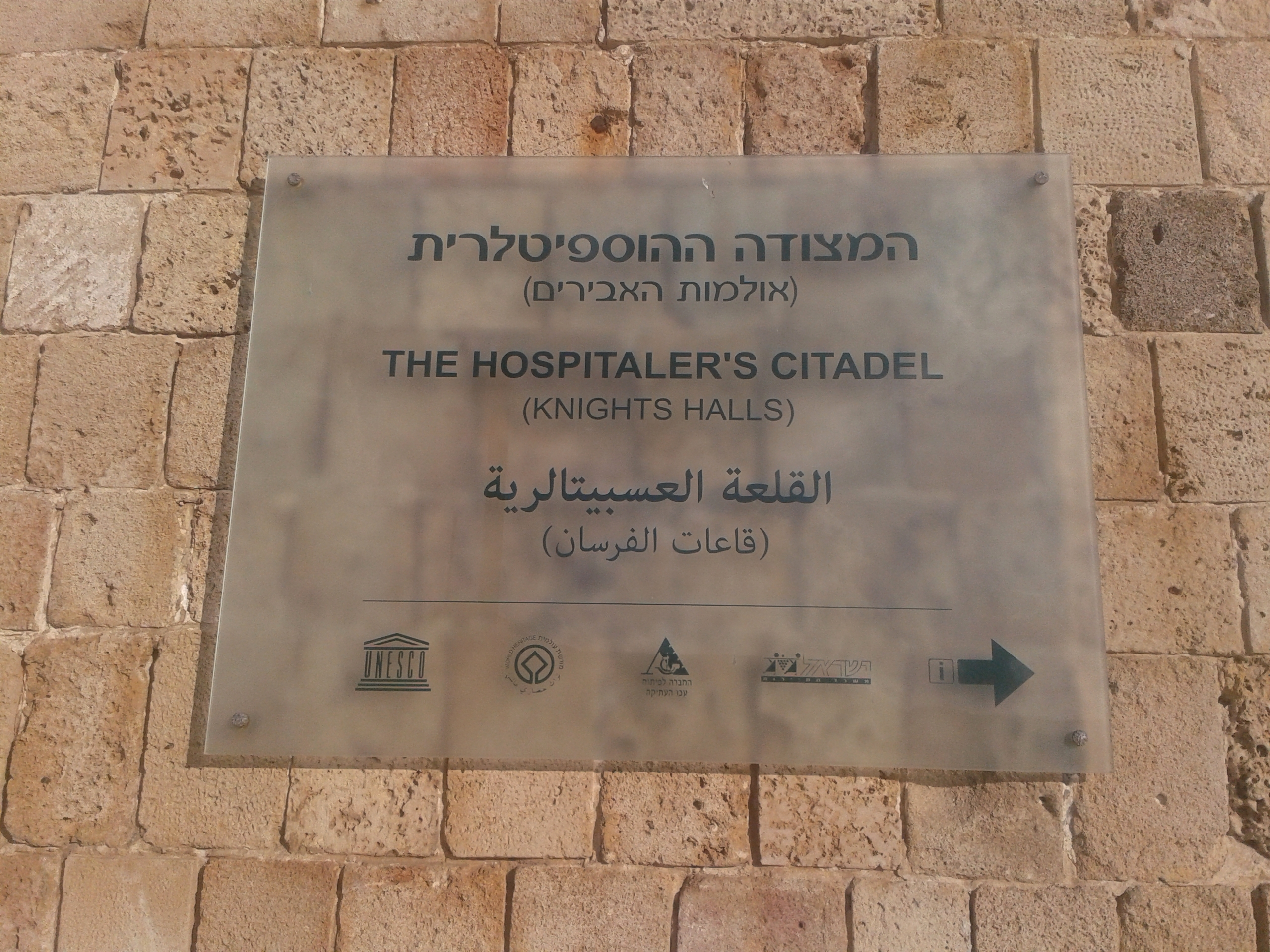

الهوسپيتلاريّون هم عبارة عن رهبنة عسكرية رفعت لواء معالجة المرضى في الديار المقدّسة، ومَهمّة الحفاظ على السلامة الشخصية للحجّاج الذين كان يقصدون الأماكن المقدّسة. وقد أداروا مستشفيات في القدس وعكّا.
منذ السنوات الأولى للاستيطان الصليبيّ في عكّا، حصل الهوسپيتلاريّون على أملاك في المدينة. والدليل الأول الذي وقف شاهدًا على ذلك، عُثر عليه في شهادة تعود إلى العام 1110، عندما قام الملك بالدوين الأول بالسماح لهم بحيازة مبانٍ شِمال كنيسة الصليب المقدّس، حيث حصلوا عليها كتبرّعات. عام 1135 أصيب قسم من مباني الرهبنة خلال أعمال توسيع نطاق الكنيسة إلى جهة الشِّمال. وقد جعل هذا الحادث الهوسپيتلاريّين يتركون النطاق الذي كانوا موجودين فيه، والبدء ببناء مركَز جديد في القسم الشِّماليّ – الغربيّ من المدينة، بمحاذاة السور الشِّماليّ لعكّا، من القرن الـ 12. هذا هو المركَز الهوسپيتلاريّ الذي نعرفه اليوم. الدليل الأول على وجود هذا المركَز عُثر عليه في شهادة من أيام الملكة مليسندا (1149)، نجد فيها وصفًا لبناء الكنيسة على اسم يوحنّا المعمدان القائمة في الحيّ الهوسپيتلاريّ جنوب المركَز الجديد. عام 1169 زار عكّا حاجّ اسمه ثيودريك. وفي تسجيلاته لرحلته في الديار المقدّسة، يصف ثيودريك المركَز الهوسپيتلاريّ في عكّا كمبنًى محصّن وخلاّب جدًّا، لا يُضاهيه شيء غير القلعة الهوسپيتلاريّة.
بعد هزيمة الصليبيّين في معركة حطّين (1187) سقطت عكّا في أيدي المسلمين وفرّ سكّانها المسيحيّون؛ ليعودوا إليها بعد مُضيّ أربع سنوات، تقريبًا (1191) بعد احتلالها بيد ريتشارد قلب الأسد، ملك إنچلترا، الذي وقف على رأس الحملة الصليبية الثالثة مع فيليپ أوچوست، ملك فرنسا. عاد الهوسپيتلاريّون إلى عكّا، لكنّ مبانيهم من القرن الـ 12 لم تعُد تفي باحتياجاتهم في ذلك الوقت، حيث إنّ القدس بعد الحملة الصليبية الثالثة لم تعد إلى السيطرة المسيحية. وقد خسرت الرهبنة معقلها الرئيسيّ وقيادتها، وقد كانت القدس مقرّهما. في حين أنّ الامتيازات الجديدة التي منحها للرهبنة حاكما المملكة الجديدان، جي. دي. لوسينيان (1192) وإنري من شمپان (1193)، مكّنت الهوسپيتلاريّين من توسيع مركَزهم في عكّا حتى الشارع المحاذي لأسوار المدينة من الشِمال. وقد أدّى ذلك إلى عملية بناء جديدة، الهدف منها هو نقل رئاسة الرهبنة ومقرّها إلى عكّا. وعملية البناء هذه التي انطلقت في نهاية القرن الـ 12 واستمرّت خلال القرن الـ 13، شملت توسيع الحيّ الهوسپيتلاريّ وإضافة أجنحة وطبقات جديدة في المركَز القديم. وبالإضافة إلى ذلك، قام الهوسپيتلاريّون بتشييد أبنية في الحيّ الجديد، حيّ المونميزر، الذي وسّع حدود المدينة إلى جهة الشِّمال، وحظي بأسوار جديدة.

## القلعة الهوسپيتلاريّة (قاعات الفرسان)

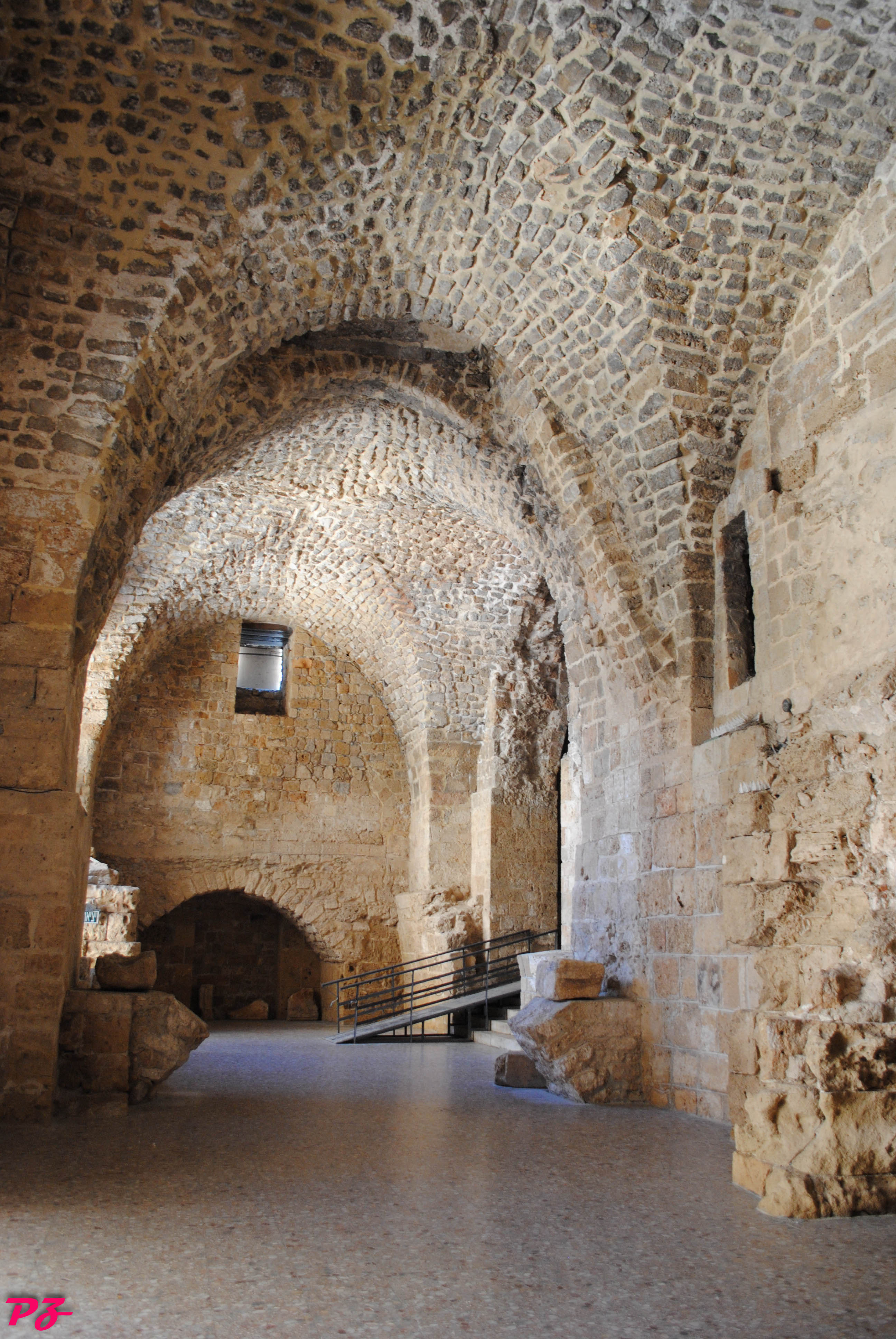
شكل القلعة من الداخل

أسِّست مملكة أورشليم عام 1099، في نهاية الحملة الصليبية الأولى واحتلال البلاد. كانت القدس عاصمة المملكة، وقد تطوّرت عكّا – على مرّ الزمن – لتصبح مدينة الميناء والبوابة الرئيسية للديار المقدّسة. بعد معركة حطّين عام 1187، وهزيمة الجيش الصليبيّ، فتح المملكة صلاح الدين الأيوبيّ، الذي كان يقف على رأس الجيوش الإسلامية. وقد حكم القدس وعكّا مدّة أربع سنوات. عام 1191 – وبعد حصار دام سنتين – عاود احتلال عكّا ريتشارد قلب الأسد، الذي وقف على رأس الجيوش المسيحية. وفي هذه الحملة، التي كانت الحملة الصليبية الثالثة، لم ينجح المسيحيّون في تحرير القدس، حيث قاموا بتأسيس مملكتهم الجديدة على امتداد الساحل، بين صور وعسقلان. وعكّا – المدينة الثانية من حيث الأهمّيّة في المملكة الصليبية – أصبحت عاصمة المملكة الثانية.
الرهبنة الهوسپيتلاريّة التي كانت قائمة في القدس أيام المملكة الصليبية الأولى (1099-1187)، قامت بنقل قيادتها إلى عكّا أيام المملكة الصليبية الثانية (1191-1291). والهوسپيتلاريّون الذين كان لهم حيّ في المكان في حِقبة المملكة الأولى، عادوا إلى عكّا، وقاموا بتوسيع قيادتهم وبنوا النطاق من جديد. بُني هذا النطاق بطبقتين حتى ثلاث طبقات حول ساحة مركَزية، وله، أيضًا، أجزاء تحت الأرض – خزّانات مياه وشبكة مجارٍ. لم يتمّ حفر النطاق كلّه. حُفرت – حتى الآن – مِساحة تصل إلى 5,000 متر مربّع، وهي تشمل الساحة المركَزية والجناح الشِّماليّ، الشرقيّ، والجنوبيّ. أمّا الجناح الغربيّ فلم يُحفَر بعد. يُمكن لزائر الموقع أن يستمتع، أساسًا، بما تبقّى من الطبقة الأولى لمبنى القيادة الهوسپيتلاريّة، حيث إنّ الطبقات العلوية هُدمت بعد الفتح الإسلاميّ وبفعل الزمن. واليوم، يقوم فوق الموقع الأثريّ المُتحَف لتاريخ العصابات السرّيّة، التابع إلى وزارة الأمن.
في الحيّ الهوسپيتلاريّ في عكّا ثلاثة مبانٍ رئيسية: مبنى القيادة (قاعات الفرسان)؛ كنيسة يوحنّا المعمدان، جنوب مبنى القيادة (اليوم مركَز ثقافة، شبيبة، ورياضة («متناس») بلديّ قائم في مبنى السرايا العثمانيّ)، ومبنى المستشفى جنوب الكنيسة، والذي لم يُحفر بعد.

## مبنى القيادة (قاعات الفرسان)

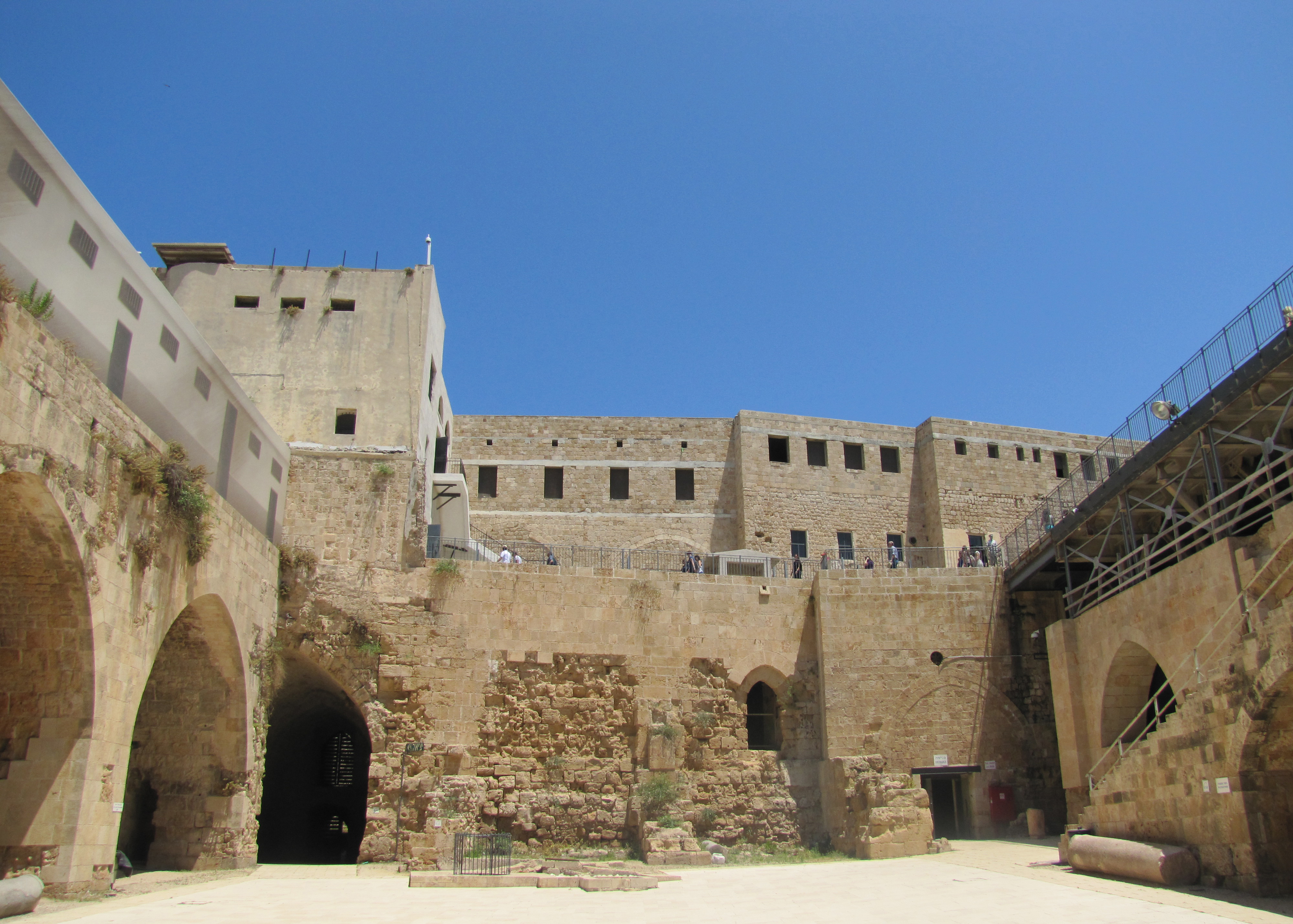
شكل القلعة من الخارج

### الساحة المركَزية
ساحة مفتوحة، مِساحتها 1,200 متر مربّع، وقد حُفرت وبُنيت في شِمالها بئر ماء بعمق 4 أمتار. وبمحاذاة البئر بُنيت بركتان مبيَّضتان (مقصورتان) بعمق 40 سم. تمّ صرف ماء البركتين من خلال قناة ماء تحت مستوى الساحة إلى قناة مجارٍ رئيسية. وفي الجزء الجنوبيّ من الساحة، بُنيت بئر إضافية، وقريبًا منها بركة مبيَّضة (مقصورة) بعمق 1.5 متر، مبنيّة كحوض استحمام. وعلى ما يبدو، فقد استُخدمت البئر الشِّمالية للشرب والغسيل، أمّ البئر الجنوبية فقد استُخدمت للاستحمام. الساحة محاطة بشبكة من القناطر حملت شبكة أدراج ورُواق كان يؤدّي إلى الغرفة في الطبقة الثانية.

### القاعة الشِّمالية
بُني هذا الجناح بمحاذاة السور الشِّماليّ للمدينة. بُنيت القاعة كفضاء واحد مقسَّم إلى ستّ قاعات تفصل بينها جدران فيها فتحات مقنطَرة. الفضاءات مسقوفة بتقوّس أسطوانيّ على ارتفاع 10 أمتار. الجدران الخارجية للقاعة الشِّمالية مبنيّة بناء كثيفًا: جدران من أحجار مجذوعة بسمك 3.5 أمتار، وقد فُتحت نوافذ في الجدار الجنوبيّ من القاعة، ولها فتحتان: واحدة من الجنوب، حيث إنّها من خلال رُواق مسقوف بعرض 3 أمتار، تتصل بقاعة الركائز، والثانية من الشِمال، أدّت إلى الخندق إلى الشِّمال من مبنى القيادة، ومن هناك إلى بوابة القدّيسة مريم، في شِمال المدينة.

### قاعة أواني السكّر
إنّه مبنًى من ثلاث طبقات. بُني في الطبقة السفلية منه خزّان ماء كبير لتجميع مياه الأمطار. الخزّان مقسَّم إلى قاعتين موصولتين ببعضهما بعضًا بفتحة واسعة. يصل ارتفاع كلّ واحدة من القاعتين إلى 7.5 أمتار. أمّا سقفهما فهو عبارة عن قنطرة أسطوانية. تمّ تبييض (قصارة) الخزّان بطين هيدروليكيّ سميك من الأرضية حتى السقف. وفوق الخزّان بُنيت قاعة أواني السكّر. هذه القاعة، أيضًا، مقسومة إلى محيطين مبنيّين بالتلاؤم مع قاعتي الخزّان. يصل ارتفاع القاعة إلى 7 أمتار، ويعلوها سقف قنطرة أسطوانية تداعى بعض أقسامه. تمّ خلال حفر هذه القاعة اكتشاف مئات الأواني الخزفية (الفَخّاريّة) على أرضيّة المبنى، مرتّبة صفًّا صفًّا. أواني الخزف هذه هي «أواني سكّر»، أوانٍ مخروطية الشكل مصنوعة من الخزف (الفَخّار/الصلصال) وفي أسفلها ثقب تصريف. تمّ وضع الأواني واحدًا داخل الآخر في صفوف على امتداد الجدار الشرقيّ من القاعة. وعلى الأرضيّة بين صفوف الأواني المختلفة وُضع قشّ لمنع انكسار الأواني. وفي قسم آخر من القاعة عُثر على عشرات الجِرار الصغيرة موضوعة على الأرض – تُسمّى «جِرار الدبشة». هذه الأواني هي أوانٍ يستخدمونها في نهاية عملية إنتاج السكّر البلّوريّ، وهي صناعة أصبحت إحدى الصناعات المهمّة في الحِقبة الصليبية في البلاد. هذا المخزن الكبير، الذي ضمّ الكثير من الأواني التي استُخدمت في صناعة السكّر، يعزّز ما نعرفه من شهادات تاريخية على كون الهوسپيتلاريّين من روّاد تطوير صناعة السكّر في مِنطقة عكّا، وهو فرع كان يُدرّ على صندوق الرهبنة أرباحًا طائلة.

### البوابة الشِّمالية الغربية
ممرّ بين الساحة المركَزية والخندق الشِّماليّ. الممرّ عن طريق بوابة مقنطَرة ومحميّة ببرج قويّ مبنيّ فوقها. الممرّ مسقوف بقنطرة أسطوانيّة.

### البرج الشِّماليّ الغربيّ وشبكة المجاري الرئيسية
هذا الجناح، الموجود في الزاوية الشِّمالية الغربية من المجمَّع، مبنيّ بثلاث طبقات، وقد استُخدم كجناح مراحيض عامّة. الطبقة الأولى هي عبارة عن مجمَّع مجارٍ تحت الأرض، تُصرف إليه عشرات المزاريب القادمة من غرف المراحيض ومدمجة في جدران المبنى. وقد وُضعت هذه في الطبقتين الثانية والثالثة من المبنى. وفوق غرفة المجمِّعات بُنيت غرفة مراحيض في الطبقة الأولى. هذه الغرفة سقفها قنطرة صليب بارتفاع 10 أمتار. في الغرفة صفّان من المقاعد اللصيقة بالجدارين الجنوبيّ والشِّماليّ للقاعة، وصفّا مقاعد آخران في وسط الغرفة. في كلّ صفّ ثمانية مقاعد. المقاعد مصروفة بمزاريب إلى غرفة المجمِّعات مباشرة. وفي الجدار الشِّماليّ من القاعة، المتّجه إلى الخندق الشِّماليّ، شُقّت ثلاث نوافذ للتهوئة. وفوق هذه الغرفة بُنيت غرفة مراحيض إضافية لم تُحفظ بكاملها، وبُنيت مكانها قاعة أخرى في الحِقبة العثمانية. في الحفرية التي أجريت تحت أرضيّات القاعة العثمانية تمّ اكتشاف قسم من شبكة مقاعد هذه الغرفة. وقد اتّضح أنّ في هذه الطبقة كان صفّا مقاعد فقط، على امتداد جدران القاعة. في الغلاف الخارجيّ لجدران المبنى تمّ إدماج مزاريب إضافية قامت بصرف مياه الأمطار من أسطح المجمَّع من مسار ثلاث طبقات إلى غرفة المجمِّعات لغسلها. تمّ وصل هذه الغرفة بوساطة خمس قنوات بقناة الصرف الرئيسية، القناة التي صرفت الخندق الشِّماليّ للمدينة وعبرت المجمَّع الهوسپيتلاريّ من الشِّمال إلى الجنوب، بينما هي تصرف الساحة المركَزية بالآبار والبرك التي فيها، المحيطات العامّة الأخرى والمراحيض العامّة. وفي محاولة لتتبّع مسار هذه القناة، أنشئت عدّة آبار فحص في أنحاء المدينة. وقد اتّضح أنّ القناة قناة مجارٍ رئيسية بعرض متر واحد وارتفاع 1.5 متر وأكثر، عبرت المدينة من الشِّمال إلى الجنوب واستُخدمت كشبكة مجارٍ بلدية انسكبت في البحر في مِنطقة الميناء. أرضية غرفة المجمِّعات تمّ تبليطها بألواح حجرية ملساء بانحدار حادّ يُتيح غسلاً جيّدًا في اتّجاه القناة الرئيسية. هذا المجمَّع من المراحيض الذي اكتُشف بكامله نادر، وقد عُثر على أنماط منفردة كمثله في أديرة ومستشفيات من القرنين الـ 13 والـ 14 في إنچلترا وويلز.

### الجناح الغربيّ
لم يُحفَر هذا الجناح بعد، لكنّه حسَب أحد جدران الغرف في هذا الجناح الذي حُفظ بطبقته الثانية، يبدو أنّ الجناح قد بُني بطبقتين على الأقلّ. البقايا المعمارية التي اكتُشفت من هذا الجناح، في الانهيار في القسم الغربيّ للساحة المفتوحة، وكذلك العناوين التي حُفظت على جدار المبنى – عناوين سلال وعناوين مزيّنة بشخصيّات إنسانية – تدلّ على أنّ الجناح الغربيّ بُني بأسلوب قوطيّ. كانوا يدخلون إلى الجناح الغربيّ عن طريق فتحتين مقنطرتين واسعتين من الساحة المفتوحة، وقد استُخدم – على ما يبدو – كجناح السكن الخاصّ بالمركَز.

### قاعة العمدان (غرفة الطعام)
في هذا الجزء من المجمَّع بُنيت القاعة الأكثر إثارة للإعجاب في المجمَّع. وقد اكتُشفت في حفريّات سلطة الحدائق الوطنية في سنوات الستين. القاعة مبنية من منظومة من ثماني قناطر صليب مشحوذة، ويصل ارتفاعها إلى 10 أمتار، محمولة على ثلاثة أعمدة دائرية مبنية من الحجر بقطر 3 أمتار تقريبًا. أضلاع الحجر التي تدعم سقف قناطر الصليب، تستند إلى دِعامات مدمجة في جدران القاعة. الدِّعامات مزيّنة بطاقات الزهور، بسلال، أو بزينة أوراق الزنبق الخالص («فلر دي ليس»). في قسم من قناطر الصليب، في ملتقى الأضلاع، حُفظت شبابيك دائرية منقوشة. يُعتبر المبنى أحد المباني الدالّة على الانتقال من الأسلوب الرومانسيّ إلى الأسلوب القوطيّ. من المُمكن أن يكون هذا المبنى قد استُخدم كغرفة الطعام الخاصّة بالرهبنة، والقاعة الشرقية منه، التي لم تُحفر بعد، استُخدمت كمطبخ. تحت غرفة الطعام، المبنّي قسم منها وقسمها الآخر محفور في الصخر الطبيعيّ، تمّ اكتشاف منظومة لتجميع مياه الأمطار لتوفير مياه الشرب لمتناولي الطعام. تمّ صرف مياه الأمطار من أسطح المبنى عن طريق مزاريب مدمَجة في الجدران إلى الخزّان.

### قاعة الركائز

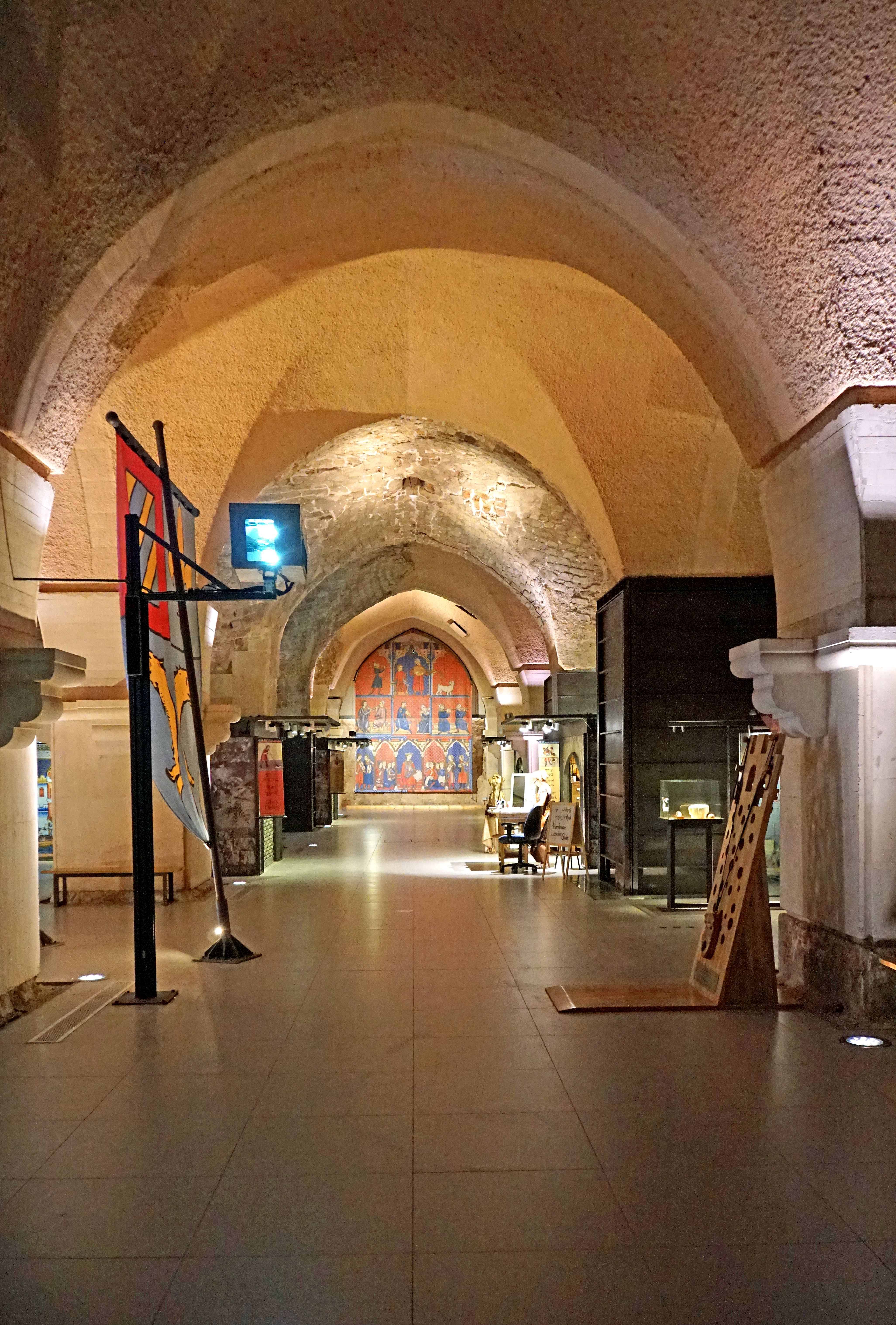
قاعة الركائز؛ والتي كانت عبارة غرفة كبيرة للغاية وفيها العديد من المتاجر الصغيرة المليئة بالسلع المحلية.

قاعة واسعة الأرجاء، تصل مِساحتها إلى نحو 1,300 متر مربّع. المبنى مبنيّ من منظومة من نحو 15 حقلاً متشابهًا، مقوَّسة بقنطرة صليب على ارتفاع ثمانية أمتار، مسنودة بدِعامات (أعمدة دعم) مربّعة مبنيّة من الحجر ومرتّبة صفًّا صفًّا على طول المبنى. الجزء الرئيسيّ من سقف القناطر هذا حُفظ بشكله الأصليّ من الحِقبة الصليبية، وأجزاء من السقف في الجزأين الجنوبيّ والشِّماليّ من القاعة، قد تداعت واستعيدت في أيامنا. استُخدمت القاعة كغرفة اجتماعات وخزن للقيادة.

### الشارع الجنوبيّ
اكتُشف من جنوب المجمَّع الهوسپيتلاريّ شارع بلديّ مرّ في مِنطقة الحيّ الهوسپيتلاريّ. امتدّ الشارع من بوابة في سور المدينة الشِّماليّ، بوابة يوحنّا المعمدان (بوابة الهوسپيتلاريّين)، جنوبًا على امتداد الجدار الشرقيّ للمجمَّع الهوسپيتلاريّ، متوجّهًا غربًا ومارًّا بين المجمَّع وكنيسة يوحنّا المعمدان، وبعد 50 مترًا تقريبًا، توجّه جنوبًا نحو حيّ جنوة. وفي هذا المقطع بُنيت – في مسلك الشارع – بوابة بمصراعين من الحجر، مكّنت الهوسپيتلاريّين من إغلاق الشارع أمام المرور العامّ في ساعة الضائقة. وعلى جدار الشارع في قسمه الجنوبيّ، تمّ اكتشاف عشرات النقوش في الطين (القصارة) ومنها رموز النبالة، صُلبان، نقوش هندسية، ونماذج قوارب صليبية. انتبهوا إلى أنّ هذه النقوش نادرة جدًّا. نرجو أن تحافظوا عليها.

### القاعة الجميلة
أطلق عليها هذه التسمية الحفّارون لسبب نمط بنائها بأحجار مجذوعة محفورة جدًّا، والشبابيك المصمَّمة الثابتة في جدرانها. المبنى لصيق بمبنى القيادة الهوسپيتلاريّة، لكنّه موصول بالشارع الشرقيّ العامّ. وعلى ما يبدو، استُخدمت هذه القاعة كمحطة استراحة عامّة في المدينة للحجّاج الذين قدموا إلى عكّا.

### قاعة السجناء
من الجهة الشرقية لقاعة الركائز الكبيرة اكتُشفت قاعة أخرى. ليست للقاعة علاقة مباشرة بالمجمَّع الهوسپيتلاريّ، بل بالشارع العامّ الذي يمرّ من جهة الشرق. القاعة أوطأ بـ 2.5 متر من المباني المحاذية، وأرضيتها محفورة في الصخر الطبيعيّ. القاعة مبنيّة من منظومة من ستّ قناطر صليب على ارتفاع خمسة أمتار. عدا الفتحة من الجنوب، ليست للقاعة أيّ شبابيك أو وسائل إضاءة أخرى. تمّ على امتداد الجدران اكتشاف عشرات الثقوب المربّعة لتثبيت كلاّلبات معدِنيّة أوثقت بها حلقات لربط السجناء. الغرفة من دون شبابيك، مفصولة عن المجمَّع نفسه، ومبنيّة بمستوًى أوطأ من مستوى حياة الحيّ – كلّ ذلك يعزّز الاعتقاد أنّ المبنى هو السجن الذي كان قائمًا في الحيّ الهوسپيتلاريّ، والمذكور في شهادة من تلك الحِقبة.